# Chactas chrysopus
Espèce
Chactas chrysopus est une espèce de scorpions de la famille des Chactidae.

## Distribution
Cette espèce est d'origine inconnue.

## Description
La femelle holotype mesure 43 mm.

## Publication originale
- Pocock, 1893 : A contribution to the study of Neotropical Scorpions. Annals Magazine Natural History, sér. 6, vol. 12, p. 77-103 (texte intégral).